# Бруй, Фёдор Филиппович
Фёдор Филиппович Бруй (1907—1982) — подполковник Советской Армии, участник Великой Отечественной войны, Герой Советского Союза (1943).

## Биография
Фёдор Бруй родился 19 сентября (по новому стилю — 2 октября) 1907 года в деревне Ивановские Огородники (ныне — Слуцкий район Минской области Белоруссии) в крестьянской семье. Окончил семь классов школы, работал на строительстве шоссейных дорог Слуцкого районного дорожного отдела. В 1929 году был призван на службу в Рабоче-крестьянскую Красную Армию. В 1931 году окончил военно-хозяйственную учебную команду при Смоленском военно-продовольственном складе. С 1932 года проходил службу в Хабаровске, был командиром строительной роты 2-го строительного батальона. В 1937 году вступил в ВКП(б). В августе 1940 года был назначен помощником командира по матобеспечению 150-го танкового батальона 15-й танковой бригады Дальневосточного фронта, в апреле 1941 года — начальником снабжения 180-й автобазы 15-й армии. В 1942 году Бруй окончил курсы «Выстрел». С июня 1942 года — на фронтах Великой Отечественной войны. Участвовал в боях на Юго-Западном, Воронежском, 1-м Украинском фронтах. Принимал участие в обороне Воронежа, Воронежско-Касторненской операции, Курской битве, освобождении Украинской ССР, битве за Днепр. К сентябрю 1943 года майор Фёдор Бруй командовал батальоном 520-го стрелкового полка 167-й стрелковой дивизии 38-й армии Воронежского фронта. Отличился во время освобождения Украины.
16 сентября 1943 года батальон Бруя принимал участие в освобождении города Ромны Сумской области. 25-28 сентября 1943 года в ходе наступления на Киев он освободил несколько населённых пунктов и форсировал Днепр в районе Вышгорода, захватив плацдарм на его западном берегу и отразив десять контратак противника, что обеспечило успех переправы основных сил соединения. В боях Бруй дважды был ранен, но поля боя не покинул, продолжая руководить действиями батальона.
Указом Президиума Верховного Совета СССР от 29 октября 1943 года за «образцовое выполнение боевых заданий командования на фронте борьбы с немецкими захватчиками и проявленные при этом мужество и героизм» майор Фёдор Бруй был удостоен высокого звания Героя Советского Союза с вручением ордена Ленина и медали «Золотая Звезда» за номером 2814.
В октябре 1944 года Бруй был назначен военным комендантом Винницы, затем руководил различными районными военными комиссариатами. В 1955 году в звании подполковника по болезни вышел в отставку. Работал инженером по снабжению на молочном заводе в Виннице. Скончался 17 января 1982 года, похоронен на Центральном кладбище Винницы.

## Награды
Был награждён двумя орденами Ленина, орденами Красного Знамени, Отечественной войны I степени и Красной Звезды, медалями «За Победу над Германией» и «30 лет Советской Армии и Флота». Почётный гражданин Слуцка.

## Память
- Имя Фёдора Бруя присвоено улице в Слуцке — «вуліца Фё́дара Бру́я» (на белорусском языке), «улица Фё́дора Бру́я» (на русском языке)[2]
- На доме, в котором он проживал в Виннице, установлена мемориальная доска.